# Adèle Sophia Cordelia Opzoomer

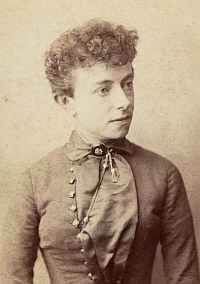
Adèle Sophia Cordelia Opzoomer, 1886

Adèle Sophia Cordelia Opzoomer, auch A.S.C. Wallis (* 21. Juli 1856 in Utrecht; † 27. Dezember 1925 in Rotterdam), war eine niederländische Schriftstellerin und Malerin.

## Leben
Adèle Sophia Cordelia Opzoomer wurde am 21. Juli 1856 in Utrecht geboren. Sie war die Tochter des Professors für Philosophie Cornelis Willem Opzoomer (1821–1892) und Adelaïde Catherine Joseph Ackersdijck (1826–1900). Sie heiratete am 5. Juli 1888 in Utrecht den Theologen Géza Antal von Felső-Gellér (1866–1934). Aus dieser Ehe ging ein Sohn hervor.
Adèle Opzoomer hatte zwei Brüdern Emile (1850) und Walter (1865). Sie wuchsen in einer Familie auf, in der Wissenschaft und Kunst sehr wichtig waren. Ihr Vater hatte großen Einfluss auf die Entwicklung seiner Tochter. Die kleine und gebrechliche Adèle war intellektuell begabt und lernbegierig, wurde aber aufgrund ihres schlechten Gesundheitszustands zu Hause unterrichtet und hatte kaum Kontakt zu Gleichaltrigen. Sie spielte Theater mit Anna und Etha Fles, Töchtern einer Künstlerfamilie aus Utrecht. Ihre Eltern unterrichteten sie in der deutschen Sprache und Kultur und schickten sie für kurze Zeit auf ein deutsches Internat. Ihr Talent zum Schreiben und Malen zeigte sich schon früh. Sie erhielt Malunterricht bei den bildenden Künstlern Margaretha Roosenboom und Johannes Bosboom.
Ihr erstes Werk, das sie 1875 unter dem Pseudonym A.S.C Wallis veröffentlichte, war das Drama Der Sturz des Hauses Alba, einer Tragödie in deutschen Versen über Herzog Alva und seinen Sohn. Ihr Pseudonym war eine Kurzform von „Walli-Zus“, wie ihr jüngerer Bruder sie nannte. Damit überraschte sie die Literaturwelt, die einem neunzehnjährigen Mädchen dieses aufwändige Werk nicht zugetraut hatte. Es wurde in niederländischen Theatern aufgeführt und fand auch in Deutschland Beachtung. Schon ein Jahr vor der Veröffentlichung hatten ihr Vater und die Literatin Lina Schneider-Weller auf verschiedenen Bühnen Fragmente aus dem, wie sie es nannten, „Werk eines jungen, unbekannten niederländischen Schriftstellers“ aufgeführt.
Im selben Jahr erschien das reimlose Drama Johan de Witt ebenfalls auf Deutsch. Für ihre Vermutung, die sie in dem Werk äußert, dass Wilhelm III. am Lynchmord von Johan de Witt in Den Haag beteiligt gewesen wäre, wurde sie vom Historiker Robert Fruin kritisiert. Daraufhin veröffentlichte sie eine Broschüre über Wilhelm III. und die Ermordung der Gebrüder De Witt, in der sie ihre Ansichten nachhaltig vertrat.
Den historischen Roman über das Brüsseler Hofleben von Margarete von Parma und den Beginn der Revolte gegen Spanien In dagen van strijd veröffentlichte sie 1878. Vorstengunst über den schwedischen Hof zu Beginn des 16. Jahrhunderts erschien 1883. Nachdrucke und Übersetzungen beider Romane wurden in Deutsch, Englisch und Schwedisch veröffentlicht. Sie wurde 1880 zum Ehrenmitglied der Gesellschaft für Niederländische Literatur ernannt. Nach Anna Louisa Geertruida Bosboom-Toussaint und Lina Schneider war sie die dritte, aber mit 24 Jahren die jüngste Frau, der diese Ehre zuteilwurde.
Von ihrem enormen historischen Wissen und ihrer philosophischen Einsicht waren Leser und Kritiker stets beeindruckt. Conrad Busken Huet verglich ihr Werk mit dem von Größen wie George Sand und George Eliot, Willem Kloos nannte Vorstengunst ein „dauerhaftes Werk“. Doch sie bekam auch negative Kritik, ihre Charaktere wären nicht sehr lebensecht und Lodewijk van Deyssel repräsentierten ihre Werke „das Kalte, das Tödliche“. Bosboom-Toussaint, deren historische Romane von Wallis sehr bewundert wurden und mit der sie korrespondierte, sagte über ihre junge Schriftstellerkollegin sie sei „ein großes Talent [...] das keinen guten Kompass hat, auf den es sich ausrichtet“ und auf historische Unvollkommenheiten hingewiesen hat.
Opzoomer schrieb auch für Zeitschriften wie De Gids, Eigen Haard und De Nieuwe Eeuw und korrespondierte mit literarischen Zeitgenossen wie Frederik van Eeden, seiner Frau Martha van Vloten und Albert Verwey. Sie übersetzte auch ein Werk des ungarischen Schriftstellers Emérich [Imre] Madách ins Niederländische, De Tragedie van den Mensch. Sie hatte Ungarisch von ihrem zukünftigen Ehemann gelernt.
Im Alter von 31 Jahren heiratete 1888 Adèle Opzoomer den zehn Jahre jüngeren Géza Antal, einen ungarischen Theologiestudenten ihres Vaters. Sie zogen nach Pápa, dort arbeitete Antal als Lehrer am Protestantischen Priesterseminar. Später wurde er Professor in Budapest und Bischof der calvinistischen Kirchen Transdanubiens. Im Jahr 1894 wurde ihr Sohn Cornèl geboren. Sie lebten mehr als dreißig Jahre in Ungarn. In den Wintermonaten 1905/06 arbeitete Antal in Amerika und Adèle Antal-Opzoome blieb bei ihrem Sohn in Den Haag. Dort lernte sie die spätere Kriminologin Clara Wichmann kennen. In Ungarn schrieb Opzoome über die Geschichte und Kultur ihrer neuen Heimat. Die Tragödie Eine ungarische Verschwörung wurde 1905 veröffentlicht. Auch Gedichte und Kurzgeschichten erschienen in niederländischen Zeitungen und Zeitschriften. Ihr letzter großer historischer Roman wurde 1913 veröffentlicht, es war ein Roman über den schwedischen König Gustav III, Der König eines fröhlichen Königreichs. Einige ihrer Veröffentlichungen wurden zu ihren Lebzeiten ins Ungarische übersetzt. Sie signierte Beiträge für ungarische Zeitschriften als „Frau Géza Antal“.
Adèle S. C. Antal-Opzoomer litt unter gesundheitlichen Problemen, unter anderem ein Nierenleiden belastete sie. Ihr Sohn wurde als Frontsoldat im Ersten Weltkrieg verwundet, und ihr Mann wurde während der Ungarischen Räterepublik 1919 inhaftiert. Hinzu kamen finanzielle Probleme. Als sie 1920 auf der Flucht vor dem kommunistischen Regime von Ungarn in die Niederlande war, wurde ihr Koffer mit Familiendokumenten gestohlen. Auch viele Manuskripte befanden sich in dem Koffer. Mit ihrem Mann und ihrem Enkel ließ sie sich in Rotterdam nieder, ihr Sohn blieb in Ungarn. Der Unterstützungsfonds der Vereinigung der Literaten stellte ihr einen Betrag von fünfhundert Gulden zur Verfügung, doch der Verlust ihrer Manuskripte hinterließ eine tiefe Wunde und lähmte ihre Arbeitskraft.
In ihren letzten Jahren veröffentlichte sie im Jahr 1923 den Roman De Volkskunst der Zevenberger Ungarn und schrieb Artikel. Sie veröffentlichte auch die Sammlung Gedichte des Ungarn Sándor Petőfi. 1925 starb Adèle Antal-Opzoomer im Alter von 69 Jahren in Rotterdam an den Folgen eines Schlaganfalls. Ihr Tod erregte große mediale Aufmerksamkeit.

## Veröffentlichungen
- 1875: Der Sturz des Hauses Alba, Trauerspiel
- 1875: Johann de Witt, Trauerspiel
- 1876: Noordsche schetsen
- 1878: In dagen van strijd
- 1883: Vorstengunst
- 1905: Een Hongaarsche samenzwering
- 1906: Een liefdesdroom in 1795
- 1908: Zielestrijd
- 1913: De koning van een vreugderijk